# 베트남 텔레비전
베트남 텔레비전(영어: Vietnam Television, VTV; 베트남어: Đài Truyền hình Việt Nam)은 베트남의 텔레비전 방송 네트워크로 하노이에 본사를 두고 있다.

## 역사
베트남의 첫 텔레비전 방송은 1966년부터 시작되었다. 베트남 공화국에서 미국에 의해 설립된 2개의 채널에서부터 시작되었다. 베트남 공화국에서는 2개의 채널이 운영되었으며 하나는 Đài Truyền hình Việt Nam(THVN)이 운영하는 베트남어 채널로 채널 9, 하나는 미군 방송망(AFN, 당시 AFVN)이 운영하는 영어 채널로 채널 11번, 호출 부호는 NWB-TV였다. 두 방송국은 사이공 함락때까지 존재하였다.
베트남 민주 공화국에서는 베트남의 소리 방송국이 쿠바에서 기술 지원을 받아 1970년 9월 6일에 텔레비전 방송을 개국하였다.베트남 통일 이후인 1975년에는 북베트남의 방송국이 남베트남의 방송국을 흡수하게 되어 전국 방송화되었다.
1977년 1월 18일에는 베트남 정부가 베트남 라디오·텔레비전 위원회를 발족시켜서 베트남의 소리에서 텔레비전 방송국을 분리하였고, 함께 이 위원회에 속하게 한다.
1978년에는 컬러 텔레비전 방송을 도입되었다. 1987년 4월 30일에 ‘베트남 텔레비전’이 공식 명칭화되었고, 1988년 1월에 호찌민시에 지사를 설립하였다.
1986년 도이 머이 지시로, 한동안 광고 없이 1990년대 초중반에 들어서 광고방송의 전면 시작했으며, 보조금 액수를 넘은 이후에도 광고 수입의 급증가로 텔레비전 보급율이 늘어나는 추세이다.
1990년 1월 1일부터 두개의 채널(VTV1, VTV2)로 나뉘어 방송을 시작하였고, 이후 잇따라 여러 채널들이 개국하였다.
2001년 3월에는 디지털 방송 표준으로 DVB-T로 결정하였다. 2002년 종일방송을 실시하였고, 2012년에 하루 24시간 방송을 하고 있다.
2013년 3월 31일에는 VTV3의 HD화를 시작으로, VTV6, VTV1의 HD화가 차례로 이루어졌다.
올해 10월 10일, 무려 15년 만에 VTV6이 사라진다. 이후 VTV Cần Thơ로 변경되었다.

## 채널 목록
VTV에서 현재 운영하는 채널은 아래와 같다.

### 지상파 채널
- VTV1 (channel 9, before 2016): 뉴스 및 시사 중심 채널. 1970년 9월 6일 개국.
- VTV2 (channel 11, before 2016): 과학, 교육 중심 채널. 1990년 1월 1일 개국.
- VTV3 (channel 22, before 2016): 스포츠, 예능 중심 채널. 1996년 3월 31일 개국.
- VTV Cần Thơ: 청소년, 스포츠 대상 채널. 2022년 10월 10일 개국.

### 국제 채널
- VTV4: 국제 방송 채널. 2000년 4월 27일 개국.

### 케이블 및 위성 채널
- VTV3 HD: VTV3의 HD 텔레비전 방송. 2013년 3월 31일 개국.
- VTV Cần Thơ HD: VTV Cần Thơ의 HD 텔레비전 방송. 2022년 10월 15일 개국.
- VTV1 HD: VTV1의 HD 텔레비전 방송. 2014년 3월 27일 개국.
- VTV5: 베트남 내의 소수 민족 대상 채널. 2002년 2월 10일 개국.
- VTV9: 2007년 10월 1일 개국.

### 그 외
- VTV7: 교육 중심 채널. 한국의 EBS와도 협력을 하고 있다. 2014년 7월 9일 시험 방송을 하였다.
- VTV8: 베트남을 방문하는 외국인을 대상으로 하는 채널.

### 지역 채널
- VTV Huế(VTV8의 전신 1) : 후에 지역 방송
- VTV Đà Nẵng(VTV8의 전신 2) : 다낭 지역 방송
- VTV Phú Yên(VTV8의 전신 3) : 푸옌 성 지역 방송
- VTV Cần Thơ 1(VTV8의 전신 4) : 껀터 지역 방송 제1채널
- VTV Cần Thơ 2(VTV8의 마지막 전신) : 껀터 지역 방송 제2채널

- 더보기: 베트남 텔레비전 방송 목록

## 같이 보기
- 호찌민시 텔레비전